# Líder do governo do Senado do Canadá
O Líder do governo do Senado do Canadá é o ministro do Gabinete do Canadá, escolhdo pelo primeiro-ministro do Canadá e aprovado simbolicamente pelo Governador Geral do Canadá, para liderar, promover e defender o partido político em poder no governo do Canadá. Esta posição não constitui por só só um Ministério ou Departamento do Cabinete do Canadá, e por causa disso, todos os ministros líderes do governo do Senado precisam ao mesmo tempo exercer ofício em outra posição do Cabinete do Canadá.